# Guillermo Betrán
Guillermo Betrán (* 12. Oktober 1985 in Castiello de Jaca) ist ein spanischer Eishockeyspieler, der seit 2001 beim CH Jaca in der Spanischen Superliga unter Vertrag steht.

## Karriere
Guillermo Betran begann seine Karriere als Eishockeyspieler in der Jugend des CH Jaca, für dessen erste Mannschaft er in der Saison 2001/02 sein Debüt in der Spanischen Superliga gab. Mit seinem Verein, dessen Kapitän er seit 2015 ist, gewann der langjährige Nationalspieler in den Jahren 2003, 2004, 2005, 2010, 2011, 2012, 2015 und 2016 jeweils den spanischen Meistertitel sowie 2002, 2003, 2006, 2011, 2012 und 2013 die Copa del Rey.

### International
Für Spanien nahm Betran im Juniorenbereich an der Europa-Division I der U18-Weltmeisterschaft 2000, den U18-Weltmeisterschaften der Division III 2001 und 2002, der U18-Weltmeisterschaft der Division II 2003, der U20-Weltmeisterschaft der Division III 2002 sowie den U20-Weltmeisterschaften der Division II 2004 und 2005 teil.
Im Seniorenbereich stand er im Aufgebot seines Landes bei Weltmeisterschaften der Division II 2004, 2005, 2006, 2008, als er als bester Verteidiger des Turniers ausgezeichnet wurde, 2009, 2010, 2012, 2013, 2014, 2015, 2016, 2017, als er zum besten Spieler seiner Mannschaft gewählt wurde, und 2018 sowie bei der Weltmeisterschaft der Division I 2011. 2016 verpassten die Spanier den Aufstieg in die Division I nur knapp, als sie nach einer 2:0-Führung nach zwei Dritteln, zu der Betran das erste Tor beigesteuert hatte, erst in der Verlängerung eine 2:3-Niederlage gegen den späteren Aufsteiger aus den Niederlanden hinnehmen mussten. Zudem vertrat er seine Farben bei den Qualifikationsturnieren zu den Olympischen Winterspielen 2010 in Vancouver, 2014 in Sotschi und 2018 in Pyeongchang.

## Erfolge und Auszeichnungen
| - 2002 Spanischer Pokalsieger mit dem CH Jaca - 2003 Spanischer Meister mit dem CH Jaca - 2003 Spanischer Pokalsieger mit dem CH Jaca - 2004 Spanischer Meister mit dem CH Jaca - 2005 Spanischer Meister mit dem CH Jaca - 2006 Spanischer Pokalsieger mit dem CH Jaca - 2010 Spanischer Meister mit dem CH Jaca | - 2011 Spanischer Meister mit dem CH Jaca - 2011 Spanischer Pokalsieger mit dem CH Jaca - 2012 Spanischer Meister mit dem CH Jaca - 2012 Spanischer Pokalsieger mit dem CH Jaca - 2013 Spanischer Pokalsieger mit dem CH Jaca - 2015 Spanischer Meister mit dem CH Jaca - 2016 Spanischer Meister mit dem CH Jaca |

### International
- 2002 Aufstieg in die Division II bei der U18-Weltmeisterschaft der Division III
- 2002 Aufstieg in die Division II bei der U20-Weltmeisterschaft der Division III
- 2008 Bester Verteidiger der Weltmeisterschaft der Division II, Gruppe B
- 2010 Aufstieg in die Division I bei der Weltmeisterschaft der Division II
- 2014 Aufstieg in die Division II, Gruppe A, bei der Weltmeisterschaft der Division II, Gruppe B
- 2018 Aufstieg in die Division II, Gruppe A, bei der Weltmeisterschaft der Division II, Gruppe B